# Rur
Nu confunda cu râul Ruhr
Coordonate: 50° 28' 22" N, 6° 7' 10" O
Râul Rur curge prin zona Munților Eifel și se varsă în Maas după ce a trecut prin Belgia, Germania și Olanda. În limba franceză este numit „Roer” iar  în Valonia este numit „ Rour” sau „Roule”. Cea mai mare parte din cursul lui, cca 90 %, se află pe teritoriul Germaniei.

## Curs
Rurul izvorăște din Parcul Național  Hohes Venn, izvorul fiind situat sub vârful Botrange (694 m) lângă comuna Sourbrodtâ (Belgia). La cca 15 km de izvor traversează granița germană îndreptându-se spre orașul Monschau, apoi curge prin Parcul național Eifel. La 39 km de izvor alimentează lacul de acumulare Ruhr care, după volumul de apă, este al doilea lac de acumulare din Germania. De-a lungul cursului său mijlociu râul traversează districtele Aachen, Düren și Heinsberg din landul Renania de Nord - Westfalia. Traversează apoi granița cu Olanda la Vlodrop (NL), iar după încă 21,5 km se varsă lângă Roermond în Maas. 
Pe cursul râului, care între cota la izvor și cota la vărsare are o diferență de nivel de 630 de m, se practică sporturi de canotaj.